# Columbus (1949)
Columbus (Originaltitel: Christopher Columbus) ist ein britischer Spielfilm von Regisseur David MacDonald aus dem Jahr 1949 mit Fredric March in der Hauptrolle. Er schildert die Entdeckung Amerikas durch den Entdecker Christoph Kolumbus.

## Handlung
Christoph Kolumbus träumt davon, westwärts einen Seeweg nach Indien zu erkunden, der kürzer ist als der seinen Zeitgenossen bekannte Landweg Richtung Osten. Mit Hilfe des früheren Beichtvaters der spanischen Königin Isabella I. gelingt es ihm, beim spanischen Hof mit der Bitte um Unterstützung vorzusprechen.
Der König reagiert ablehnend, doch seine Gattin Isabella ermöglicht es ihm, dass er seine Ideen einer Kommission darlegen kann. Während Columbus auf die Entscheidung der Kommission wartet, muss er sich mit Intrigen am Hofe rumschlagen: Kommissionsmitglied Bobadilla legt seiner Cousine Beatriz de Peraza nahe, Kolumbus zu umwerben, damit dieser von seinen Plänen ablässt; als Kolumbus Beatriz vor Annäherungsversuchen des Königs rettet, der bereits 10 Jahre zuvor ein Auge auf sie geworfen hatte, wird Beatriz auf die Kanarischen Inseln weggeschickt. Als Kolumbus bereits dabei ist, den spanischen Hof zu verlassen, setzt sich Isabellas früherer Beichtvater für ihn ein, so dass Kolumbus seine Entdeckungsreise doch noch starten kann.
Während der Reise wendet Kolumbus einige Täuschungen an, um Unruhen und Ängste innerhalb seiner Mannschaft zu besänftigen; so gibt er in den Logbüchern die zurückgelegte Strecke kürzer an, um erklären zu können, warum immer noch kein Land in Sicht sei; die damals unbekannte Ortsmissweisung des Kompasses erklärt er damit, dass der Polarstern seine Position verändert habe. Auch eine Meuterei der Mannschaft kann Kolumbus, da er rechtzeitig gewarnt wird, niederschlagen. Kolumbus bietet der Mannschaft an, noch weitere drei Tage zu segeln und bei Erfolglosigkeit umzukehren. In der Nacht vor Ablauf der Frist ist schließlich das erhoffte Land in Sicht.
Kolumbus erklärt das neu entdeckte Land zum Besitz der spanischen Krone und nennt es „San Salvador“. Der Empfang durch die Eingeborenen ist freundlich; das Land bietet warmes Klima und viele Früchte. Doch auch hier hat Kolumbus mit Problemen zu tun: Martin Pinzon reist heimlich ab, um in Spanien als Erster den Ruhm zu ernten; eines von Kolumbus’ Schiffen, die Santa Maria, läuft auf Grund. Da auf dem übrig gebliebenen Schiff, der Niña, der Platz nicht für die Heimreise aller Mannschaftsmitglieder ausreicht, lässt Kolumbus einige Männer als Kolonie zurück, die die Einheimischen zum Christentum bekehren sollen.
Auf der Heimreise nach Spanien nimmt Kolumbus einige Eingeborenen und Papageien mit; den Einwand während eines Festbanketts, dass die Entdeckung des neuen Landes Glückssache gewesen sei, erwidert Kolumbus mit dem Ei des Kolumbus, um zu verdeutlichen, dass alles einfach ist, wenn man die Lösung erst mal kennt.
Während der nun folgenden Jahre, in denen das neu entdeckte Land erforscht wird und der Reichtum Spaniens wächst, erreichen Nachrichten den spanischen Königshof, dass Kolumbus Krieg geführt und die Eingeborenen ausgebeutet habe. Kolumbus wird eingekerkert; auf Geheiß von Ferdinand und Isabella muss er in Spanien bleiben. Verbittert erwidert Kolumbus, man werde noch von ihm reden, wenn «diese längst tot und vergessen sind».

## Kritiken
„Da der Film weder als Biografie noch als historisches Drama bestehen kann, bleibt ein Monumentalgemälde, das durch seine Farbenfreude und schauprächtigen Seeabenteuer unterhält.“